# Chris Marrs Piliero
Chris Marrs Piliero es un director de videos musicales estadounidense. Su surgimiento en la industria de la música lo realizó en el año 2010, luego de dirigir a una serie de videos musicales de The Black Keys. Entre sus trabajos más reconocidos se encuentra el video musical de «I Wanna Go» de la cantante estadounidense Britney Spears; correspondiente al tercer sencillo del séptimo álbum de estudio de esta última, Femme Fatale. Ello le llevó a dirigir el video musical siguiente de la cantante, «Criminal», el que fue estrenado el 18 de octubre de 2011.

## Videografía musical

### 2007
- Ashley Tisdale — «Be Good to Me»

### 2010
- The Black Keys — «The Introduction of Frank»[1]
- The Black Keys — «Next Girl»[1]
- The Black Keys — «Tighten Up»[1]
- JP Jones & Chrissie — «If You Let Me»[1]
- Blessthefall — «Hey Baby»[1]
- The Ready Set — «Love Like Woe»[1]
- D.R.U.G.S. — «If You Thing This Songs is About You»[1]
- Yellowcard — «Hang You Up»[1]

### 2011
- The Black Keys — «Howlin' for You»[1]
- Kesha — «Blow»[1]
- A Day to Remember — «All Signs»[1]
- Cage the Elephant — «Around My Head»[1]
- Britney Spears — «I Wanna Go»[2]
- Britney Spears — «Criminal»[3]

### 2012
- The Wanted — «I Found You»

### 2013
- Película de Cameos
- Kelly Clarkson - «People Like Us»
- Avril Lavigne --- <<Rock 'n Roll>>
- MIKA --- "Popular Song"

### 2014
- G.R.L.- Ugly Heart
- Ariana Grande - Break Free ft. Zedd
- Ariana Grande - Santa Tell Me

### 2017
- Ariana Grande - Everyday ft. Future